# Pediobius longicornis
Pediobius longicornis är en stekelart som först beskrevs av Erdös 1954.  Pediobius longicornis ingår i släktet Pediobius, och familjen finglanssteklar. Arten är reproducerande i Sverige.